# 중화민국의 입법원장
중화민국의 입법원장(中華民國立法院長)은 중화민국 입법원의 수장으로 외국의 국회의장에 상당하는 직위이다. 입법위원 상호간의 투표를 통해 선출함 입법원의 위원회의 감독, 입법원 조직과 행정, 의사를 조정하고 입법원회의를 소집하는 책임을 가지고 있다. 현재 입법원장은 중국국민당 소속 한궈위(韓國瑜)이다.

## 개요
중화민국의 입법위원 호선 원장 부원장 판법(立法委員互選院長副院長辦法)에 의하면 입법원장과 부원장은 입법위원 상호간의 선거에 의해 선출되고 전체 입법위원은 똑같이 당연직으로 후보자가 된다. 그리고 원장과 부원장은 전체 입법위원의 3분의 1 이상의 제의로 출석위원의 3분의 2 이상으로 선출이 된다.

## 역대 입법원장

### 헌법시행 이전
| 대   | 이름               | 취임일          | 퇴임일          | 부원장                                                          |
| ---- | ------------------ | --------------- | --------------- | --------------------------------------------------------------- |
| 1    | 후한민(胡漢民)     | 1928년 10월 8일 | 1931년 3월 2일  | 린썬(林森)                                                      |
| 2    | 린썬(林森)         | 1931년 3월 2일  | 1932년 1월 1일  | 샤오위안총(邵元沖)                                              |
| 대리 | 사오위안충(邵元沖) | 1931년 3월 2일  | 1932년 1월 1일  |                                                                 |
| 3    | 장지(張繼)         | 1932년 1월 1일  | 1932년 1월 28일 | 탄전(覃振)                                                      |
| 대리 | 친전(覃振)         | 1932년 1월 1일  | 1932년 5월 14일 |                                                                 |
| 대리 | 사오위안충(邵元沖) | 1932년 5월 14일 | 1933년 1월 12일 |                                                                 |
| 4    | 쑨커(孫科)         | 1933년 1월 12일 | 1948년 5월 17일 | 예추창(葉楚傖)→웨이다오밍(魏道明)→우톄청(呉鉄城)→천리푸(陳立夫) |

### 헌법시행 후
| 대   | 회기 | 이름             | 취임일           | 퇴임일           | 소속 정당  |
| ---- | ---- | ---------------- | ---------------- | ---------------- | ---------- |
| 1    | 1    | 쑨커(孫科)       | 1948년 5월 17일  | 1948년 12월 24일 | 중국국민당 |
| 2    | 1    | 퉁관셴(童冠賢)   | 1948년 12월 24일 | 1950년 12월 1일  | 중국국민당 |
| 3    | 1    | 류젠췬(劉健群)   | 1950년 12월 5일  | 1951년 10월 19일 | 중국국민당 |
| 대리 | 1    | 황궈슈(黄国書)   | 1951년 10월 19일 | 1952년 3일 11일  | 중국국민당 |
| 4    | 1    | 장다오판(張道藩) | 1952년 3일 11일  | 1961년 2월 20일  | 중국국민당 |
| 5    | 1    | 황궈슈           | 1961년 2월 28일  | 1972년 2월 22일  | 중국국민당 |
| 대리 | 1    | 니원야(倪文亜)   | 1972년 2월 22일  | 1972년 4월 28일  | 중국국민당 |
| 6    | 1    | 니원야           | 1972년 5월 28일  | 1988년 12월 20일 | 중국국민당 |
| 대리 | 1    | 류쿼차이(劉闊才) | 1988년 10월 18일 | 1989년 2월 24일  | 중국국민당 |
| 7    | 1    | 류쿼차이         | 1989년 2월 24일  | 1990년 12월 2일  | 중국국민당 |
| 대리 | 1    | 량쑤룽(梁肅戎)   | 1990년 12월 2일  | 1991년 2월 27일  | 중국국민당 |
| 8    | 1    | 량쑤룽           | 1991년 2월 27일  | 1991년 12월 31일 | 중국국민당 |
| 9    | 1    | 류쑨판(劉松藩)   | 1992년 1월 17일  | 1993년 2월 1일   | 중국국민당 |
| 10   | 2    | 류쑨판           | 1993년 2월 1일   | 1996년 2월 1일   | 중국국민당 |
| 11   | 3    | 류쑨판           | 1996년 2월 1일   | 1999년 2월 1일   | 중국국민당 |
| 12   | 4    | 왕진핑(王金平)   | 1999년 2월 1일   | 2000년 2월 1일   | 중국국민당 |
| 13   | 5    | 왕진핑           | 2000년 2월 1일   | 2005년 2월 1일   | 중국국민당 |
| 14   | 6    | 왕진핑           | 2005년 2월 1일   | 2008년 2월 1일   | 중국국민당 |
| 15   | 7    | 왕진핑           | 2008년 2월 1일   | 2012년 2월 1일   | 중국국민당 |
| 16   | 8    | 왕진핑           | 2012년 2월 1일   | 2016년 2월 1일   | 중국국민당 |
| 17   | 9    | 쑤자취안(蘇嘉全) | 2016년 2월 1일   | 2020년 2월 1일   | 민주진보당 |
| 18   | 10   | 유시쿤(劉錫堃)   | 2020년 2월 1일   | 2024년 2월 1일   | 민주진보당 |
| 19   | 11   | 한궈위(韓國瑜)   | 2024년 2월 1일   | 현직             | 중국국민당 |

## 같이 보기
- 중화민국
- 중화민국 입법원
- 국회의장
- 중화민국의 행정원장